# لتچر (داکوتای جنوبی)
لتچر(به انگلیسی: Letcher) شهری در ایالت داکوتای جنوبی کشور ایالات متحده آمریکا است که جمعیت آن در سرشماری سال ۲۰۱۰ میلادی، ۱۷۳ نفر بوده‌است.